# 2017年世界ジュニア柔道選手権大会
2017年世界ジュニア柔道選手権大会（第21回世界ジュニア柔道選手権大会）は、2017年10月18日～22日にクロアチアのザグレブで開催された柔道の世界ジュニア選手権。クロアチアでは初めての開催となった。また、今大会から男女混合による団体戦が開始された。さらには、今大会の結果がシニアの世界ランキングにポイントとして反映されることになった。

## 大会結果

### 男子
| 階級        | 金                   | 銀                             | 銅                                                      |
| ----------- | -------------------- | ------------------------------ | ------------------------------------------------------- |
| 55kg以下級  | ジャバ・パピナシビリ | ナティグ・グルバンリ           | ルハグバジャムツ・ウヌボルド バウイルジャン・ナルバエフ |
| 60kg以下級  | 杉本大虎             | カラマト・フセイノフ           | 古賀玄暉 アマルボルド・ジャグバラルドルジ               |
| 66kg以下級  | ダニエル・カルグニン | アルティオム・シュトゥルバビン | ソモン・マフマドベコフ バグラティ・ニニアシビリ         |
| 73kg以下級  | ヒダヤト・ヘイダロフ | ビラル・チロール               | タト・グリガラシビリ ディダル・ハムザ                   |
| 81kg以下級  | マティアス・カス     | トゥルパル・テプカエフ         | ティム・グラムコブ クリスティアン・パルラティ           |
| 90kg以下級  | 田嶋剛希             | ロベルト・フロレンティーノ     | 長井晃志 エドゥアルト・トリッペル                       |
| 100kg以下級 | ゼリム・コツォイエフ | アルマン・アダミアン           | 山口貴也 テムール・ラヒモフ                             |
| 100kg超級   | イナル・タソエフ     | シュテファン・ヘギ             | 香川大吾 エネイ・マリニッチ                             |

### 女子
| 階級       | 金                           | 銀                             | 銅                                                  |
| ---------- | ---------------------------- | ------------------------------ | --------------------------------------------------- |
| 44kg以下級 | 久保井仁菜                   | アビバ・アブジャキノワ         | ルワ・プティ クリスティーナ・ブルガコワ             |
| 48kg以下級 | アンバー・ヘルシェス         | ラウラ・マルチネス・アベレンダ | マルシャ・シュタンガル メリッサ・ウルタド・ムニョス |
| 52kg以下級 | 阿部詩                       | 前田千島                       | ナザカト・アジゾワ クレオニア・ラシウ               |
| 57kg以下級 | 舟久保遥香                   | ルハグバトゴー・エンフリーレン | ミナ・リベール 金知秀                               |
| 63kg以下級 | 荒木穂乃佳                   | サンネ・フェルメール           | エム・クレマンス ルビャナ・ピオベサナ               |
| 70kg以下級 | ジョヴァンナ・スコッチマッロ | アレクサンドラ・サマルジッチ   | ミヒャエラ・ポレレス ガブリエラ・ビレムス           |
| 78kg以下級 | 梅津志悠                     | テレーザ・ツェンカー           | パトリシア・サンパイオ マリーナ・ブクレエワ         |
| 78kg超級   | 素根輝                       | 児玉ひかる                     | ベアトリス・ソウザ エリアニス・アギラル             |

### 男女混合団体戦
| 優勝 | 2位 | 3位 | 3位 |
| 日本 梅北眞衣 杉本大虎 古賀玄暉 舟久保遥香 阿部詩 茂木才跡 石郷岡秀征 荒木穂乃佳 田嶋剛希 長井晃志 素根輝 児玉ひかる | オランダ アンバー・ヘルシェス ティム・バネン ジョルレン・ビセール ダーン・フーベル サンネ・フェルメール イェスパー・スミンク イロナ・ルカッセン ユール・スペイケルス | ロシア ダリア・ピチカレワ ラマザン・アブドラエフ クリスティーナ・シモワ ダビド・ガモソフ マディナ・タイマゾワ ルリー・ボジャ アナ・グシュチナ アレクサンダル・アントノフ | ドイツ マーシャ・バルハウス ビンセント・ギラー パウリーネ・シュタルケ キリアン・オックス ジョヴァンナ・スコッチマッロ エドゥアルト・トリッペル サミラ・ブイズガルネ エリック・アブラモフ |

### 各国メダル数
| 順 | 国・地域                 | 金 | 銀 | 銅 | 計 |
| -- | ------------------------ | -- | -- | -- | -- |
| 1  | 日本                     | 9  | 2  | 4  | 15 |
| 2  | アゼルバイジャン         | 2  | 2  | 1  | 5  |
| 3  | ロシア                   | 1  | 2  | 3  | 6  |
| 4  | オランダ                 | 1  | 2  | 0  | 3  |
| 5  | ドイツ                   | 1  | 1  | 3  | 5  |
| 6  | ベルギー                 | 1  | 0  | 3  | 4  |
| 7  | ジョージア               | 1  | 0  | 2  | 3  |
| 8  | ブラジル                 | 1  | 0  | 1  | 2  |
| 9  | カザフスタン             | 0  | 1  | 2  | 3  |
| 9  | モンゴル                 | 0  | 1  | 2  | 3  |
| 11 | ボスニア・ヘルツェゴビナ | 0  | 1  | 0  | 1  |
| 11 | ドミニカ共和国           | 0  | 1  | 0  | 1  |
| 11 | スペイン                 | 0  | 1  | 0  | 1  |
| 11 | トルコ                   | 0  | 1  | 0  | 1  |
| 11 | ウズベキスタン           | 0  | 1  | 0  | 1  |
| 16 | キューバ                 | 0  | 0  | 2  | 2  |
| 16 | スロベニア               | 0  | 0  | 2  | 2  |
| 16 | タジキスタン             | 0  | 0  | 2  | 2  |
| 19 | フランス                 | 0  | 0  | 1  | 1  |
| 19 | イギリス                 | 0  | 0  | 1  | 1  |
| 19 | イタリア                 | 0  | 0  | 1  | 1  |
| 19 | 韓国                     | 0  | 0  | 1  | 1  |
| 19 | ポルトガル               | 0  | 0  | 1  | 1  |
| 19 | ルーマニア               | 0  | 0  | 1  | 1  |

### 男子
| 55kg級    | ジョージア       | ジャバ・パピナシビリ | 35位               |
| 60kg級    | 日本             | 杉本大虎             | ランキング外       |
| 66kg級    | ブラジル         | ダニエル・カルグニン | 1位                |
| 73kg級    | アゼルバイジャン | ヒダヤト・ヘイダロフ | 1位(シニアでは5位) |
| 81kg級    | ベルギー         | マティアス・カス     | 5位                |
| 90kg級    | 日本             | 田嶋剛希             | ランキング外       |
| 100kg級   | アゼルバイジャン | ゼリム・コツォイエフ | 3位                |
| 100kg超級 | ロシア           | イナル・タソエフ     | 1位                |

### 女子
| 44kg級   | 日本     | 久保井仁菜                   | 14位                         |
| 48kg級   | オランダ | アンバー・ヘルシェス         | 2位                          |
| 52kg級   | 日本     | 阿部詩                       | ランキング外(シニアでは28位) |
| 57kg級   | 日本     | 舟久保遥香                   | 8位(シニアでは107位)         |
| 63kg級   | 日本     | 荒木穂乃佳                   | 71位                         |
| 70kg級   | ドイツ   | ジョヴァンナ・スコッチマッロ | 9位(シニアでは31位)          |
| 78kg級   | 日本     | 梅津志悠                     | ランキング外                 |
| 78kg超級 | 日本     | 素根輝                       | ランキング外(シニアでは36位) |

### 男子
| 55kg級    | オーストラリア   | ブライアン・ジョリー     | 初戦敗退 |
| 60kg級    | アゼルバイジャン | カラマト・フセイノフ     | 銀メダル |
| 66kg級    | ブラジル         | ダニエル・カルグニン     | 金メダル |
| 73kg級    | アゼルバイジャン | ヒダヤト・ヘイダロフ     | 金メダル |
| 81kg級    | オーストラリア   | アンソニー・クーロス     | 初戦敗退 |
| 90kg級    | チュニジア       | ウサマ＝マフムド・スヌシ | 初戦敗退 |
| 100kg級   | オランダ         | シメオン・カタリナ       | 不出場   |
| 100kg超級 | ロシア           | イナル・タソエフ         | 金メダル |

### 女子
| 44kg級   | ベルギー       | ルワ・プティ                   | 銅メダル |
| 48kg級   | スペイン       | ラウラ・マルチネス・アベレンダ | 銀メダル |
| 52kg級   | トルコ         | イレム・コルクマズ             | 初戦敗退 |
| 57kg級   | チュニジア     | ゴフラン・ヘリフィ             | 初戦敗退 |
| 63kg級   | オーストラリア | メイブ・コフラン               | 初戦敗退 |
| 70kg級   | オーストリア   | ミヒャエラ・ポレレス           | 銅メダル |
| 78kg級   | チュニジア     | ナリエス・ベンフミダ           | 不出場   |
| 78kg超級 | ロシア         | アナ・グシュチナ               | 初戦敗退 |

(出典、JudoInside.com)。

## 記録
今大会では女子52kg級において、シニアの世界選手権決勝で志々目愛と角田夏実が対戦したのに続いて、阿部詩と前田千島による日本選手同士の決勝対決が実現した。同一年に同一階級で同一国の選手同士がシニア及びジュニアの世界選手権決勝で対戦したのは、2010年にシニアの女子48kg級で浅見八瑠奈と福見友子、ジュニアで十田美里と玉置桃がそれぞれ対戦して以来、史上2度目となった。

## 開催地の変遷
今大会は当初、北朝鮮の平壌で開催される予定だった。2016年12月までにIJFの要求する基準を北朝鮮側が満たさなかった場合開催地は変更されることになっていたが、それはクリアした。しかしながら、2017年3月にIJFの会長であるマリウス・ビゼールはTwitter上において、昨今の北朝鮮を巡る国際情勢を鑑みて平壌での大会開催が延期される可能性について言及した。なお、代替開催国として北朝鮮と開催地を争ったスロベニアとボスニア・ヘルツェゴビナの名も挙がった。4月にIJFはトルコに代替開催を持ちかけた。その後、IJFは多くの加盟国から北朝鮮へ選手を派遣することの拒否反応や懸念が示されたこともあって、平壌での開催を延期することに決定した。代替開催地はトルコではなくクロアチアのザグレブに決定した。なお、IJFは平壌が大会を開催するだけの基準は満たしているとして、来年以降に平壌で開催される可能性について言及した。